# Vamos por ti Colombia
Vamos por ti Colombia es la estrategia de integración del Canal RCN Televisión, la cual se realiza en el marco de las festividades más representativas del país, con los televidentes de gran parte de Colombia que fusiona música en vivo, actores de las producciones del canal y las animaciones del talento de RCN Radio. La duración de estas actividades generalmente es de tres días consecutivos haciendo presencia con una tarima principal ubicada en el punto más estratégico de cada ciudad y una tarima móvil que se desplaza hacia los barrios más populares; en muchas ocasiones Vamos por ti Colombia hace presencia durante el desarrollo de desfiles en donde el Canal RCN se integra con una carroza artística y el talento musical y actoral.
Tarimas principales: se realiza un montaje de gran escala tipo concierto con tarima, techo, luces, sonido, pantallas y efectos especiales; este montaje se realiza ya que las tarimas principales pueden llegar a albergar hasta 25.000 personas cada día como sucede en Barranquilla y Bogotá
Tarimas de barrios: el montaje en los barrios de las diferentes ciudades se hace a mediana escala con elemento adquirido por el Canal RCN,  llamado ShowCar que es un camión con tarima, pantalla LEDs, luces y sonido.  La asistencia de público en los barrios está entre los 2.000 a 7.000 personas cada día.

## Ciudades
Gracias a las alianzas que se han tenido con las diferentes alcaldías y entidades gubernamentales del  país, VAMOS POR TI COLOMBIA se ha realizado en Barranquilla (en el marco del Carnaval de Barranquilla), Santa Marta (en el marco de las Fiestas del Mar), Medellín (en la Feria de las Flores), Bogotá (durante el Festival de Verano), Cúcuta (en el Festival Internacional de la Frontera), Villavicencio (en el Encuentro Mundial del Coleo), Bucaramanga (en el marco de la Feria Bonita), Cartagena (durante las Fiestas de la Independencia), Tunja (en el Aguinaldo Boyacense), Cali (En el marco de la Feria de Cali), Manizales (durante la Feria de Manizales), Puerto Gaitán (en el marco de las Festival Manacacías); en el 2010 se programó la actividad en Neiva (durante las fiestas de San Pedro) pero fue cancelada;  en el 2012 se hace presencia por primera vez en Buenaventura durante el desarrollo del Festival folclórico del Pacífico.